# The Assignment (Star Trek: Deep Space Nine)
"The Assignment" és el cinquè episodi de la cinquena temporada de la sèrie de televisió de ciència-ficció estatunidenca Star Trek: Deep Space Nine, el 103è de tota la sèrie. Originalment es van emetre en redifusió a partir del 28 d'octubre de 1996. L'episodi va ser dirigit per Allan Kroeker.
Ambientada al segle XXIV, la sèrie segueix les aventures a Espai Profund 9, una estació espacial situada prop d'un forat de cuc estable entre els Quadrants Alfa i Gamma de la Via Làctia, prop del planeta Bajor, mentre els bajorans es recuperen d'una brutal ocupació de dècades pels imperialistes cardassians. El Quadrant Gamma acull un imperi hostil conegut com el Domini, governat pels Fundadors que canvien de forma. A les temporades mitjanes de la sèrie, la Federació està amenaçada tant per l'Imperi Klíngon com pel Domini. Aquest episodi presenta els Pah-wraiths, els llegendaris homòlegs malvats dels Profetes: un dels Pah-wraiths posseeix el cos de Keiko O'Brien per tal de coaccionar el seu marit, el cap d'operacions de l'estació Miles O'Brien, perquè dugui a terme un atac contra els Profetes. La història de l'episodi va ser escrita per Robert Lederman i David R. Long, amb un guió de Bradley Thompson i David Weddle.

## Argument
Keiko O'Brien torna a Espai Profund 9 després d'un viatge a Bajor i li diu al seu marit Miles que en realitat no és Keiko, sinó una entitat que posseeix el seu cos. Li ho demostra a Miles aturant-li el cor durant uns segons. A Miles se li dóna una llista de modificacions per fer a l'estació, però no se li diu quin és l'objectiu final de l'entitat. L'entitat deixa clar que està disposada a matar Keiko, així com la seva filla Molly, si intenta dir-ho a algú. Miles insinua que l'entitat probablement és un Pah-wraith de les llegendes bajoranes; però això no l'ajuda a idear una manera d'aturar-ho. Quan intenta alertar els altres del que està passant, el Pah-wraith s'anticipa i fa caure Keiko des d'un balcó. Keiko només està ferida, però l'entitat aconsegueix assegurar-se el silenci de Miles.
En estar sota un límit de temps estricte, Miles contracta un tècnic de torn de nit Rom per ajudar-lo amb les modificacions, ordenant a Rom que no digui a ningú el que està fent. L'oficial científica Jadzia Dax detecta les modificacions i, sospitant de sabotatge, alerta el personal d'operacions; Miles es veu obligat a implicar Rom per desviar les sospites d'ell mateix.
Rom és empresonat, però es nega a revelar res sobre el que estava fent i per què. Insisteix que només parlarà amb Miles. Rom ha determinat que les modificacions que estan fent dispararan un raig que matarà els Profetes. Rom i Miles aconsegueixen reconstruir el que està passant: els Pah-wraiths són els enemics naturals dels Profetes, i el que posseeix Keiko l'està utilitzant per matar-los a tots alhora.
El cap de seguretat Odo encara sospita, però, i s'enfronta a Miles mentre realitza les últimes modificacions. Miles el deixa inconscient, acaba les modificacions i truca a "Keiko" per dir-li que es trobi amb ell en una nau espacial de classe runabout perquè pugui portar-la al forat de cuc. Tanmateix, Miles dispara el raig a la nau espacial, matant el Pah-wraith i deixant Keiko il·lesa.
O'Brien recompensa Rom pel seu esforç i ajuda ascendint-lo al torn de dia. Miles i Keiko parlen més tard sobre l'experiència. Keiko creu que el Pah-wraith mai no hauria deixat cap dels dos amb vida, i tots dos estan alleujats que la seva prova hagi acabat.

## Actors convidats
- Rosalind Chao - Keiko
- Hana Hatae - Molly
- Max Grodénchik - Rom
- Rosie Malek-Yonan - Tekoa

## Recepció
En una ressenya del 2013, The A.V. Club va descriure l'episodi com una entrada "fantàstica" en una sèrie d'episodis amb "Dies dolents per Miles O'Brien", i va elogiar la interpretació de Rosalind Chao com a falsa Keiko. Keith R. A. DeCandido, escrivint per a Tor.com el 2014, va donar a l'episodi una crítica negativa. Tot i que va elogiar l'actuació de Chao i va apreciar l'episodi com a vehicle per al personatge Rom, va descriure la història com a "pintat per números" i la introducció dels Pah-wraiths com un "recurs argumental equivocat"..
El 2020, Den of Geek va classificar aquest episodi com el 13è episodi de televisió més terrorífic de la franquícia Star Trek.

## Llançaments
"The Assignment" és al disc 2 de la caixa recopilatòria de DVD de la temporada 5.